# ハンフォード (カリフォルニア州)
ハンフォード（英: Hanford）は、アメリカ合衆国カリフォルニア州のキングス郡にある都市。同郡の郡庁所在地である。人口は5万7990人（2020年）。ハンフォード市とコーコラン市を含むハンフォード・コーコラン都市圏の中心都市である。

## 歴史
ハンフォードとなっている地域にはタチ・ヨクート族インディアンがヨーロッパ人の訪れる数千年前から住んでいた。彼等はクリーク、泉および湿地のような水の染み出す水路の近く、繰り返しまた季節によって排水される所、さらに平坦な尾根や段丘を占めていた。このために水路に沿った地域は前史時代の文化の源となった可能性があると考えられている。恒久的な集落は通常洪水面より高い位置に置かれた。周辺地域は狩猟や、種、ドングリおよび草を採集するために使われていた。
1877年に羊の放牧場を通ってサザン・パシフィック鉄道が敷かれ、鉄道会社の社長だったジェムズ・マディソン・ハンフォードの名前を採ってハンフォードの町が名付けられた。A・H・コーストンが著した『キングス郡の歴史』に拠れば「羊の放牧場から村になるのはほんの僅かのことであり、鉄道を引き金にして村は繁栄し、数か月の間に町になった」と書かれている。
1880年、開拓者達とサザン・パシフィック鉄道の間の土地の権益に関する紛争が起こり、ハンフォードの北西9キロメートルで銃撃戦となり、7人が死んだ。この事件は「マッセル沼地の悲劇」として有名になった。
1887年には郵便局が開設された。
町は何度か大火を経験し、町の事業地区の大半が破壊された。防火の必要性から1891年に市として法人化されることになった。
小麦製粉所の先駆者H・G・レイシーによって1891年に発電所が建設され、市内に初めて電灯がともった。レイシー製粉会社は2010年時点でも市内で操業を続けている。
1892年に最初の公立高校であるハンフォード統合高校が、1人の教師W・S・クランマーと14人の生徒を集めて開学された。
1893年にトゥーレアリ郡の西部からキングス郡が創設されると、ハンフォードがその郡庁所在地になった。
1897年に2つめの鉄道線がハンフォードを通り、これが現在サンホアキン・バレーを南北に抜けるBNSF鉄道となっている。当初有った東西方向のサザン・パシフィック鉄道は現在サンホアキン・バレー鉄道が運行している。
1901年、スターと言う名のレストランが、サザン・パシフィック鉄道線路の向かい、6番通りにオープンした。スター・レストランは2010年時点でも同じ場所で営業を続けている。
ハンフォードの町の初期には酒場が流行っていたが、これに反対する運動もあり、1912年には住民投票で「ドライ」（禁酒）を決めた。これはアメリカ合衆国が禁酒法を執行する8年前のことだった。

## 地理
ハンフォードは北緯36度19分39秒 西経119度38分44秒 / 北緯36.32750度 西経119.64556度に位置する。サンホアキン・バレーの南部中央にあり、フレズノ市からは南南東に45キロメートル、標高76メートルである。地形は平坦である。アメリカ合衆国国勢調査局に拠れば、市域全面積は33.9 km2であり、すべて陸地である。唯一の自然の水路はマッセル沼地であり、その名残が市の西端にある。約10キロメートル北をキングス川が流れている。灌漑用運河であるピープルズディッチが1870年代に掘られ、市内を南北に横切っている。

## 気候
ハンフォードの気候はサンホアキン・バレー平野部に典型的な、乾燥し暑い夏と、濃い地上霧が特徴である冷涼な冬がある。11月から4月に雨が多い。1997年から2006年の10年間平均降水量は8.97インチ (228 mm) である。30年間（1971年-2000年）平均降水量は8.29インチ (211 mm) である。
ハンフォードにあるアメリカ国立気象局共同事務所で観測した過去最高気温は1960年6月2日の 110°F(43℃) だった。過去最低気温は1916年11月14日と1932年12月14日の 16°F(−9℃) だった。最も雨量が多かったのは1998年の45.93インチ (1,167 mm)、最も少なかったのは1976年の8.29インチ (211 mm) だった。月間降水量で最も多かったのは1998年2月の19.59インチ (498 mm)、24時間雨量で最も多かったのは2004年12月27日の4.29インチ (109 mm) だった。降雪は希だが、1915年1月5日には1.5インチ (3.8 cm)、2002年1月には約3インチ (7.6 cm) の降雪があった。
- 通常最も暑い月は7月であり、最高気温は 97.9°F(36.6℃)、最低気温は 62.4°F(16.9℃) である
- 過去最高気温は1933年7月27日の 116°F(47℃) だった
- 通常最も寒い月は12月であり、最高気温は 55.4°F(13.0℃)、最低気温は 34.6°F(1.4℃) である
- 過去最低気温は1913年1月6日の 14°F(−10℃) だった
- 気温が 90°F(32℃) 以上になるのは年平均105.2日ある
- 気温が 32°F(0℃) 以下になるのは年平均38.6日ある
- 30年間平均で最も降水量が多い月は1月で、1.59インチ (40 mm) である
- 最も雨量が多かったのは1983年の15.57インチ (395 mm) だった
- 最も雨量が少なかったのは1953年の3.37インチ (86 mm) だった
- 月間降水量で最も多かったのは1969年1月の6.69インチ (170 mm) だった
- 24時間雨量で最も多かったのは1978年2月10日の2.44インチ (62 mm) だった
- 記録された降雪は1962年1月21日の2.0インチ (5 cm) だった[7]

アメリカ国立気象局サンホアキン・バレー予報事務所がハンフォードにあり、ドップラー気象レーダーを備えている。ハンフォードとその周辺地域の天気予報と気候の情報はその公式サイトから得られる。

## 人口動態
以下は2000年国勢調査による人口統計データである。
| 基礎データ - 人口: 41,686人（2010年では53,266人） - 世帯数: 13,931世帯 - 家族数: 10,378家族 - 人口密度: 1,229.6人/km2（3,184.4人/mi2） - 住居数: 14,721軒 - 住居密度: 434.2軒/km2（1,124.5軒/mi2） 人種別人口構成 - 白人: 64.1% - アフリカン・アメリカン: 5.0% - ネイティブ・アメリカン: 1.4% - アジア人: 2.9% - 太平洋諸島系: 0.2% - その他の人種: 20.8% - 混血: 5.7% - ヒスパニック・ラテン系: 38.7% - 外国生まれ: 13.2% - 英語以外の国語を話す者: 28.3％ 年齢別人口構成 - 18歳未満: 31.6% - 18-24歳: 9.8% - 25-44歳: 29.6% - 45-64歳: 18.6% - 65歳以上: 10.3% - 年齢の中央値: 31歳 - 性比（女性100人あたり男性の人口） - 総人口: 95.9 - 18歳以上: 92.3 | 世帯と家族（対世帯数） - 18歳未満の子供がいる: 42.3% - 結婚・同居している夫婦: 53.9% - 未婚・離婚・死別女性が世帯主: 15.4% - 非家族世帯: 25.5% - 単身世帯: 20.6% - 65歳以上の老人1人暮らし: 8.7% - 平均構成人数 - 世帯: 2.93人 - 家族: 3.39人 収入と家計 - 収入の中央値 - 世帯: 37,582米ドル - 家族: 41,395米ドル - 性別 - 男性: 37,120米ドル - 女性: 25,971米ドル - 人口1人あたり収入: 17,504米ドル - 貧困線以下 - 対人口: 17.3% - 18歳未満: 23.6% - 65歳以上: 6.0% - 持ち家率：59% |

## 経済
ハンフォードはその周辺農業地域のための交易中心になっている。カリフォルニア州雇用開発部に拠れば、2007年1月時点でのハンフォード市雇用状況は、サービス業29,200人、政府14,300人、農業7,600人、製造業3,400人となっている。
過去20年間で重工業部門が大きく衰退した。幾つかの所有者の下で運転されていた（1932年から1967年はカミノール・オイル、1967年から1982年はビーコン・オイル、1982年から1987年はウルトラマー・オイル）1つの石油精製所が1987年に閉鎖された。1962年にアームストロング・ゴム会社がタイヤ製造工場を建設したが、同社はイタリアのピレリに買収され、2001年に工場を閉鎖した。2010年11月、カルミ・フレーバー・アンド・フレグナンス会社が市内の工業団地の土地を買収し、工場を建設する計画があることを発表した。ハンフォードの経済開発支配人に拠れば、当面120人の従業員を雇用し、将来は300人にまで拡大する可能性があるとしている。
ハンフォードの小売業は2002年に課税可能な売上高として4億1,470万ドルを計上して、2001年比で4.6％上昇し、成長しつつある。
2006年時点で市内の主要雇用主としては、キングス郡政府1,041人、アドベンティスト・ヘルスシステム857人、ハンフォード基礎教育学区520人、デルモンテのトマト缶詰工場435人（季節労働者は1,500人）、およびヒスパニック・チーズなど酪農製品のメーカーであるマルケス・ブラザース・インタナショナルとなっている。ハンフォード住人の多くがハンフォードの西南西15.5マイル (25 km) にあるアメリカ海軍最大の航空基地であるリムーア航空基地や、キングス郡内で3つの州立刑務所を運営するカリフォルニア州矯正リハビリテーション部など近在の雇用主のもとで働いている。
ハンフォードも2000年代後半の不況の影響を免れなかった。2010年9月時点の失業率は12.9％であり、2008年7月の8.8％から拡大した。

### ショッピング
市内には多様なショッピングセンターがある。
ハンフォード・モール - 屋内型の床面積58,000 m2の複合施設であり、キーテナントとしてはシアーズ、フォーレバー21、J.C.ペニー、コールズ、ロスおよびシネマーク・ムービー8が入り、他に地元所有の多くの店舗が入っている。
ウォルマート・スーパーセンター・プラザ- ウォルマート・スーパーセンターを中心に建設されたショッピングセンターであり、ソニック・ドライブイン、エル・ポヨ・ロコおよびファーマー・ボーイ・ハンバーガーが入っている。
ハンフォードの歴史ある中心街 - 特徴あるレストランや大小の店舗があり、行事も行われる
市内にあるその他直販店としてはマイケルズ、オールドネイビー、ペッツマート、ザ・ホーム・デポ、ロウズ、マーシャルズがある。

## 医療
市内にはハンフォード・コミュニティ医療センターとセントラルバレー・総合病院という2つの救急医療病院があり、どちらもアドベンティスト・ヘルスが所有運営している。これらは2010年夏に開院した144床の新病院で置き換えられた。他に3つの医院、3つの看護施設があり、医者は91人、歯医者は31人居る。

## 交通

### 空港
ハンフォード市民空港は一般用途空港であり、1,577メートルの滑走路がある。

### 公共交通
キングス地域田園交通がキングス郡全体やフレズノ市に定期路線バス、通勤客用相乗りバンおよびオンデマンドサービスを行っている。またオレンジベルト・ステージズもバス便を運行している。

### 鉄道
アムトラックがサンフランシスコ・ベイエリアとサクラメント市に旅客列車を、また南カリフォルニアには鉄道とバスの組合せを提供している。BNSF鉄道とサンホアキン・バレー鉄道は貨物輸送を担当している。
ARRA（アメリカ再生再投資法）が資金手当てしたカリフォルニア高速鉄道はハンフォードにも停車駅を設ける計画である。

### 主要高規格道路
- カリフォルニア州道43号線
- カリフォルニア州道198号線

## インフラ

### 水道
市水道は13の井戸と2つの補助用井戸のネットワークで供給されており、供給先は14,874戸である。塩素などの処理は行われていない。
以前の上水はアメリカ合衆国環境保護庁が採択した最大含有量を超える自然発生のヒ素が含まれていた。しかし、2010年3月にハンフォード市が発効した消費者信頼度報告書では、2009年11月11日時点で上水1リットルあたりヒ素含有量10マイクログラムという連邦基準を下回る上水を供給している。市の改善計画では、既存の井戸2か所でヒ素含有量を低減し、5か所の代替井戸を掘削し、基準を超える井戸8か所を廃止することになっている。
ハンフォードの飲料水には硫化水素が含まれている。健康上の障害は無いが、「腐った卵」のような臭いを発させることになっている。

### 下水道
市の下水道システムは総延長330キロメートルの下水管と21か所のポンプ施設で構成されている。
下水処理場は市の南部ヒューストン・アベニューにあり、1日19,000 m3の下水を処理している。処理後の廃水は食料以外の農産物の灌漑に使われている。

### 電力・ガス
サザン・カリフォルニア・エディソンが市内大半の電力を供給している。しかし、市南端の工業団地にはパシフィック・ガス・アンド・エレクトリック会社が供給している。
天然ガスはサザン・カリフォルニア・ガス会社が供給している。

### 電話・ケーブルテレビ
電話はAT&Tが扱っている。コムキャストがケーブルテレビを配信している。

## 政治
ハンフォード市はカリフォルニア憲法の下での一般法都市として法人化された。政体は市政委員会と市政委員会から指名されるシティマネジャー方式を採用している。
市政委員会は5つの選挙区から選ばれる各1人、計5人の委員から構成され、委員は4年任期である。事実上多選の制限は無い。市長と副市長は市政委員の互選で毎年選ばれている。2010年12月、委員会はダン・チンを2期目の市長に、スー・ソーレンソンを2年連続の副市長に選出した。
シティマネジャーは市政の管理部門の長であり、市の管理全体に責任がある。その任務には市政委員会が承認する市年間予算の立案と実行がある。2010年にヒラリー・ストラウスがシティマネジャーに指名された。
カリフォルニア州議会では、上院の第16および下院の第30選挙区に属している。連邦議会下院ではカリフォルニア州第20選挙区に属しており、クック投票動向指数は民主党+5となっている。2010年時点州下院議員は共和党議員、州上院と連邦議会下院議員は民主党議員が務めている。

## 教育
市内には小学校15校、中学校3校、高校3校があり、児童総数は8,464、高校生徒総数は3,522人である。国勢調査局2000年の報告書では、25歳以上の住民のうち74.5％が高校卒、14.4％が大学卒以上のレベルにある。現在最新の小学校とコミュニティ・カレッジの建設が進んでおり、市の今後の生徒・学生数増に対応する予定である。
ハンフォード基礎教育学区が市内大半の幼稚園生から8年生までを管轄している。学区内には小学校9校、中学校2校がある。
パイオニア統合基礎教育学区は市内北部の公共教育を管轄しており、小学校2校、中学校1校がある。市北部の一部はキングス川・ハードウィック教育学区が管轄している。市南西部の小部分はアーモナ統合教育学区が管轄し、隣接するアーモナにある小学校、中学校各1校を運営している。
ハンフォード合同統合高校学区が公共二次教育を管轄している。ハンフォード高校、ハンフォード西高校、および継続学習校のアール・F・ジョンソン高校が対象である。またハンフォード成人学校も運営している。シエラ・パシフィック高校と呼ばれる最新鋭全日普通科高校が2009年8月13日に開校し、219人の新一年生が入学した。最初の卒業生は2013年に出る予定である。この高校は、ハンフォード合同統合高校学区とセコイア・カレッジおよびハンフォード市の共同利用プロジェクトであるハンフォード合同教育センターの一部となっている。センターはレイシー・ブールバードの400メートル北、13番アベニューにある。
セコイア・カレッジはバイセイリアに本拠を置くコミュニティ・カレッジであり、ハンフォードでサテライト・キャンパスを運営している。ハンフォードにおける恒久的教育センターはハンフォード合同教育センターの一部として計画されている。
チャップマン大学が成人のためのハンフォード・キャンパスを持っている。
市内の私立小学校としてはハンフォード・クリスチャン学校など3校がある。

## 文化

### 日本芸術と文化のためのクラーク・センター
クラーク・センターにはルース・アンド・シャーマン・リー・インスティチュートがあり、その使命は主に日本芸術の作品を集め保存し展示することである。このセンターは日本の建築家から情報を得た様式で建設されたものであり、日本の芸術と文化について専門書図書館も収容している。

### カーネギー図書館
ハンフォード・カーネギー図書館は鉄鋼王アンドリュー・カーネギーが資金を出した多くのカーネギー図書館の1つとして1905年に建設されたものである。1968年に新しい場所に建てられた図書館に機能は移された。古い図書館はその後改装され、1974年にハンフォード・カーネギー博物館として再開された。建物はロマネスク様式であり、ハンフォード地域の歴史を説明する家具や写真を展示している。

### キングス地区祭
キングス地区祭は伝統的な郡の祭であり、毎年7月半ばの4日間、キングス・フェアグラウンドで開催される。

### ルネッサンス・オブ・キングス・カルチュラル・アーツ・フェア
ルネッサンス・オブ・キングス・カルチュラル・アーツ・フェア は、毎年10月第1週の週末に、市中心部の郡庁舎広場で開催される。この祭はイングランド王ヘンリー8世の時代を再現する。入場料などは無く、2日間で15,000人の観客を呼んでいる。

### キングス・アートセンター
キングス・アートセンターは1989年に開館し、郡の美術品ギャラリーと芸術に関する訓練所となっている。ギャラリーではほぼ4週間毎に展示が入れ替えられている。展示物は写真、陶芸品、水彩画、混合媒体、印刷物、織物と繊維などがある。成人と子供のための美術教室が年間を通して開催されている。

### キングス交響楽団
キングス交響楽団 は1963年に設立され、サンホアキン・バレーの中部と南部の音楽家を集めている。この交響楽団は通常年4回、クラシックやポップスのレパートリーを演奏している。

### 文学におけるハンフォード
ウィリアム・サローヤンの短編小説集『我が名はアラム』所収の『ハンフォードへの旅』は、フレズノ出身の少年とその浪費家の叔父を主人公にする喜劇であり、フレズノからハンフォードの間約48キロメートルを1台の自転車を分け合って旅し、道すがら1袋の米を食し、掴み所のない夏になる。

### 中華街
19世紀後半に鉄道建設や農場労働者として中国人がこの地域に移民してきていた。彼等はチャイナ・アレー周辺に繁盛する中華街を創り上げた。チャイナ・アレーには有名だったが現在は閉店している中華料理店があった。ハンフォードにある道教寺院は1893年の建設でアメリカ合衆国国家歴史登録財に指定されている。毎年10月初旬にムーン・フェスティバルがチャイナ・アレーで開催される。

### 黒人社会
市内の黒人社会は昔から重要な役割を果たしてきたが、アメリカ黒人地位向上協会の地方支部が長い闘争を行ってきた後で、2007年に1月15日をマーティン・ルーサー・キング・ジュニアの日として祝うようになったばかりである。市政委員会は、ホアキン・ゴンザレス市長の主導でキング牧師を称える決議を行い、この日を公式の祝日とすることを認めた。この地域で最も著名なアフリカ系アメリカ人としてクリス・ジョーダンがいる。ジョーダンはおよそ30年間ハンフォード市警察署長を務め、2006年にはキングス郡で初の黒人保安官に選出された。公民権活動家のワンダ・ウィリアムズ・ヒントンは、黒人の歴史月間を市で毎年開催される慣習に変え、ヒントンの死後は黒人社会指導者ゲーリー・ヤングが行事を引き継いでいる。

## 見どころ
- ハンフォード・フォックス劇場は1929年の建設であり、市中心部のアーウィン通りにある。定期的に音楽の演奏会に使われている。2006年と2007年にここで演奏した音楽家としては、チャーリー・ダニエルズ、ドワイト・ヨアカム、キャシー・グリフィンおよびジョージ・ジョーンズがいる。過去にはボブ・ホープ、レッド・スケルトン、ジョン・デンバーなども公演を行ってきた[33]。
- キングス郡庁舎はキングス郡が設立された後の1896年に建設された。市内中心部の公園内に折衷的な様式で建てられ、1914年には拡張された。1976年まで郡庁舎として利用されたが、この年に新しいキングス郡統治センターがウェストレイシー・ブールバードに建設されたことで役目を終えた。古い郡庁舎は1980年代初期に改装され、現在は事務所、小店舗およびレストランが入っている[34]。
- 古い郡庁舎の北にあり、バスティーユと呼ばれる建物は1898年から1964年までキングス郡刑務所として使われていた。ロマネスク様式で建設され、銃眼のある塔で有名である。現在はレストランとナイトクラブとして使われている[35]。
- スーピアリア・デアリ[36] は1920年代のアイスクリーム・パーラーであり、地域では良く知られた存在である。店内でアイスクリームを全て製造している。市民公会堂とバスティーユの通り向かいにある。
- ルーズベルト砦は著名な環境教育と野生生物のリハビリテーション・センターであった。2005年に閉鎖解体されるまで、ルーズベルト小学校にあった。

## スポーツ
市内では毎年3月下旬の日曜日にセンティネル・クライテイアム 自転車レースが開催されている。1周1.44キロメートルの砂時計型周回コースが中心街の通りを使って設定される。このレースはアメリカ自転車連盟のルールと認可の元に行われている。
ダート・トラックのキングス・スピードウェイ では3月から10月まで自動車レースが行われる。スピードウェイは600メートル半傾斜楕円型コースであり、キングス・フェアグラウンドにある。

## 著名な出身者と住人
- ライアン・ボウエン、元メジャーリーグベースボール選手、ヒューストン・アストロズ、フロリダ・マーリンズ、ハンフォードで生まれ、育ち、高校に通った
- ケン・カミニティ、元メジャーリーグベースボール選手、ナショナルリーグでMVP、ハンフォード生まれ
- タイソン・チャンドラー、NBAバスケットボール選手、ハンフォード生まれ
- カルビン・M・ドゥーリー、アメリカ合衆国下院議員（1991年-2005年）、ハンフォード統合高校卒（1972年）
- ダミーン・ダグラス、NFLアメリカンフットボール選手、ハンフォード生まれ
- ハーラン・F・ハーゲン、アメリカ合衆国下院議員（1953年-1967年）、ハンフォード居住
- ジャーメイン・ヘイリー、アメリカンフットボール選手、ハンフォード生まれ
- ビル・ランディス、 元メジャーリーグベースボール選手、ボストン・レッドソックスが1967年にアメリカンリーグのチャンピオンになったときに在籍、ハンフォードで生まれ、育ち、現在も在住
- マーク・リー、 NFLアメリカンフットボール選手、ハンフォード生まれ
- スリム・ピケンズ、ロデオのカウボーイ、俳優、ハンフォードで育った
- ポーリン・ロード、女優、ハンフォード生まれ
- チャド・メンデス、総合格闘家、ハンフォード生まれ
- リチャード・C・ミラー、写真家、ハンフォード生まれ
- ロレンソ・ニール、NFLアメリカンフットボール選手、ハンフォード生まれ
- スコット・パーカー、NHLアイスホッケー選手、カリフォルニア生まれとしては数少ない選手の一人
- ショーン・R・パーネル、現アラスカ州知事、2009年7月26日にサラ・ペイリンが辞職した後を継いだ、 ハンフォード生まれ
- スティーヴ・ペリー、ロックシンガー、バンドのジャーニー所属、ハンフォード生まれ
- ジェイムズ・レインウォーター、物理学者、1975年 ノーベル物理学賞の共同受章者、ハンフォードで子供時代を過ごし、ハンフォード高校卒
- マット・シブリー、俳優、テレビドラマTrue Jackson, VPに出演、ハンフォードで生まれ育った
- ジャン＝マイケル・ヴィンセント、俳優、10代の時に家族と共にハンフォードに移り住み、ハンフォード高校卒
- コーネリアス・ウォーマーダム、長い間棒高跳びで世界記録保持者、ハンフォードで育った
- ダレル・ウィンフィールド、俳優。コマーシャルのMarlboro manを演じた、ハンフォード生まれ
- デルバート・ウォン（1920年–2006年）、大陸アメリカ合衆国では初の中国系アメリカ人判事、ハンフォード生まれ

## 姉妹都市
- 日本、北海道、せたな町

ハンフォードは北海道の小さな町、せたな町と姉妹都市を結んでいる。その目的は国際的友好関係の促進である。双方は著名市民と高校生の代表団を送っている。ハンフォード市では申請と面接によって高校生を選抜している。瀬棚高校は上級生全体に代表になる資格がある。ハンフォードの代表団は夏季に日本のせたなに行き、せたなの代表団は冬季にハンフォードに行く。